# Eordets
Els eordets (en llatí eordeti en grec antic Ἐόρδετοι) eren un poble il·liri que vivia al sud dels partens. El seu territori tenia tres ciutats: Scampa, Deboda i Daulia (Daulis). Els menciona Ptolemeu que confon els eordes i els eordets.